# Nikola Pašić
Nikola Pašić (serbisk: Никола Паши) (født 18. december 1845 i Zaječar, død 10. december 1926 i Beograd) var en serbisk politiker, der var konseilspræsident i Serbien og senere Jugoslavien i fem perioder fra 1891 til sin død. Han var desuden leder af Det Radikale Parti.
Han var i eksil 1883-1889, men blev benådet og var herefter premierminister og borgmester i Beograd. Politisk stod han for samarbejde med Rusland og markerede i årene op til udbruddet af 1. verdenskrig sin modstand mod Østrig-Ungarns udenrigspolitik. I 1915 nødvendiggjorde krigen, at han flygtede til Korfu, hvor han dannede en serbisk eksilregering. I 1917 lagde Korfu-deklarationen grundlaget for den nye stat Kongeriget Jugoslavien, som han blev premierminister for, da han i 1918 vendte tilbage til hjemlandet.